# 須山敬之
須山 敬之（すやま たかゆき）は、日本の情報工学者。大阪工業大学情報科学部データサイエンス学科教授。博士（情報学）（京都大学）。元IEEE関西支部理事。
主な専門は、AI（特に分散人工知能）・機械学習・ディープラーニング、ユビキタスコンピューティング・センシング（IoT含む）、脳情報解析（特にブレイン・マシン・インターフェース）など。

## 経歴
1990年大阪大学工学部電子制御機械工学科卒業。1992年同大学大学院工学研究科修士課程修了。京都大学大学院情報学研究科通信情報システム専攻博士課程修了、博士（情報学）。NTTコミュニケーションズ科学基礎研究所主幹研究員、国際電気通信基礎技術研究所(ATR)認知機構研究所動的脳イメージング研究室室長などを経て、2021年より大阪工業大学情報科学部データサイエンス学科教授。
主な所属学会は、情報処理学会、電子情報通信学会、IEEE、ACMなど。
また、社会人向け「AIデータサイエンス・リカレント教育プログラム」（2021年度から大阪工業大学大学院情報科学研究科で開講）で、講師も担当している。

## 主な研究
- IoT機器などのエッジ側機器とクラウド側との動的な協調に基づく自律分散共進化AI基盤技術の研究開発 - 慶應義塾大学SFCとの共同研究[6]
- リソースが限定されたエッジノードで効率的に演算を行う手法の研究
- 環境情報をセンシングするための方式を実環境に適用する手法の研究
- オートエンコーダを用いたセンサノードの異常検出手法の検討
- ウェアラブルコンピューティングの安全性を確保するディペンダブルOS技術の確立 - 神戸大学との共同研究

データサイエンスの啓蒙活動として、大阪府・大阪産業局が運営するものづくりビジネスセンター大阪（MOBIO）の「MOBIO-Cafe」2021（テーマ：DX時代に求められるデータの取り方と活用法）で講演している。